# Surte station
Surte station är en pendeltågsstation i Surte, Ale kommun och som ligger på linjen mellan Göteborg C och Älvängens station. Stationen trafikeras av pendeltåg och invigdes i december 2012.